# Georgischer Aufstand auf Texel

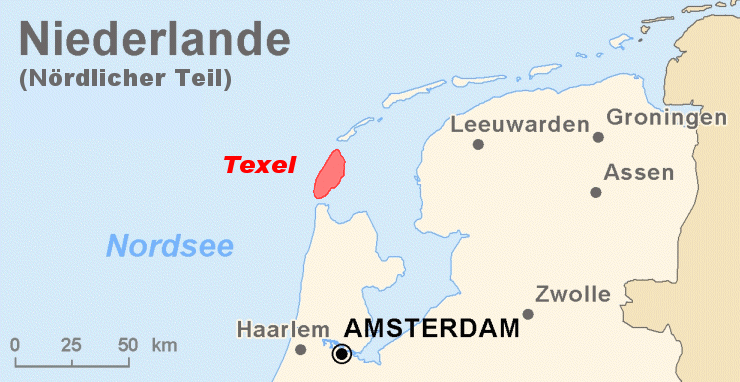
Die niederländische Insel Texel

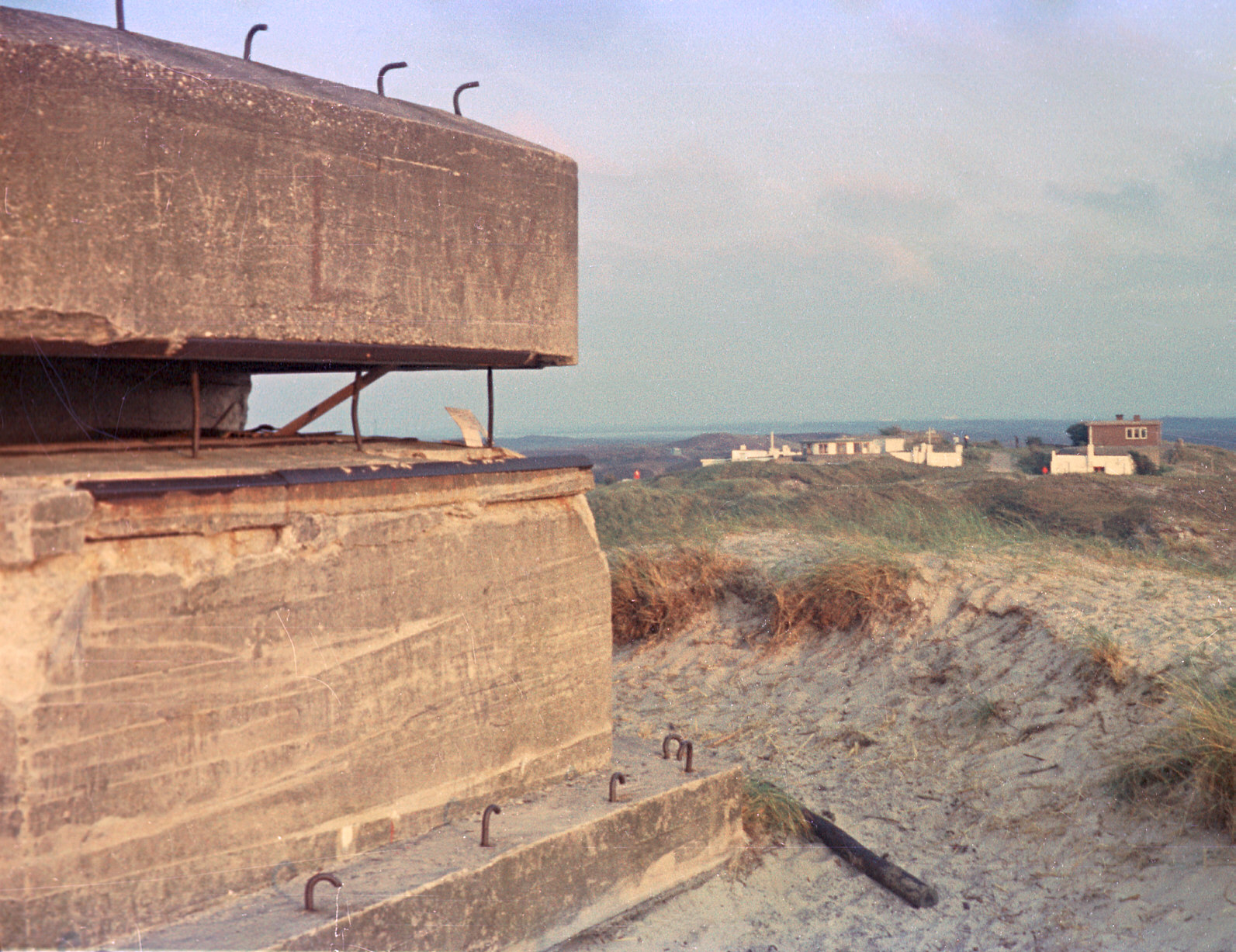
Bunker des deutschen Atlantikwalls in den Dünen von Texel

Der Georgische Aufstand auf Texel (niederländisch Opstand der Georgiërs; georgisch ტექსელის აჯანყება) vom 6. April bis zum 20. Mai 1945 war die Revolte von georgischen Angehörigen der Wehrmacht des Georgischen Infanteriebataillons 822 „Königin Tamar“, einer Einheit der Georgischen Legion der Ostlegionen, gegen die deutschen Soldaten auf der niederländischen Insel Texel (Noord-Holland). Das Gefecht am Ende des Zweiten Weltkriegs wird manchmal als Europas letztes Schlachtfeld bezeichnet.

## Ausgangslage
Die Insel war nach der Besetzung der Niederlande im Mai 1940 zu einem zentralen Punkt im deutschen Atlantikwall geworden und stark befestigt. Die Georgier waren Soldaten aus der Georgischen SSR, die an der Ostfront in Gefangenschaft geraten waren und anschließend auf Seiten der Wehrmacht kämpften. Sie waren in einem Lager auf der Insel stationiert und dienten, entsprechend bewaffnet, der Wehrmacht als Hilfstruppe.

## Der Aufstand
In der Nacht vom 5. auf den 6. April 1945 um 1:00 Uhr erhoben sich die Georgier gegen die Deutschen, da sie mit dem deutschen Kommandanten Klaus Breitner an die Front zum Kampf gegen die Alliierten verlegt werden sollten, und übernahmen für kurze Zeit die Kontrolle über die Insel. Allein in dieser Nacht wurden etwa 400 Deutsche getötet – zumeist im Schlaf erstochen. Die Georgier konnten aber die Schiffsbatterien im Norden und im Süden der Insel nicht übernehmen. Zur deutschen Verstärkung traf das 163. Marine-Schützenregiment ein, begann mit Hilfe von Panzern vom niederländischen Festland eine Gegenoffensive und konnte die Insel nach einigen Wochen zähen Kampfes wieder übernehmen.
Während des Russenkrieges (Russenoorlog), wie er auf Texel genannt wird, kamen 800, nach anderen Quellen bis zu 2000 Wehrmachtssoldaten, 565 Georgier und 120 einheimische Niederländer ums Leben. Die Zerstörungen waren enorm, Dutzende Bauernhöfe gingen in Flammen auf. Das Blutvergießen hielt auch nach der Kapitulation der Deutschen in Dänemark und den Niederlanden (5. Mai) und der bedingungslosen Kapitulation der Wehrmacht (8. Mai) an. Nachdem unter Vermittlung des niederländischen Widerstands auf der Insel eine Form von „Waffenstillstand“ zwischen Deutschen und Georgiern erreicht werden konnte, gelang es letztlich den kanadischen Truppen, am 20. Mai „Europas letztes Schlachtfeld“ zu befrieden.

## Nach dem Ende der Kämpfe

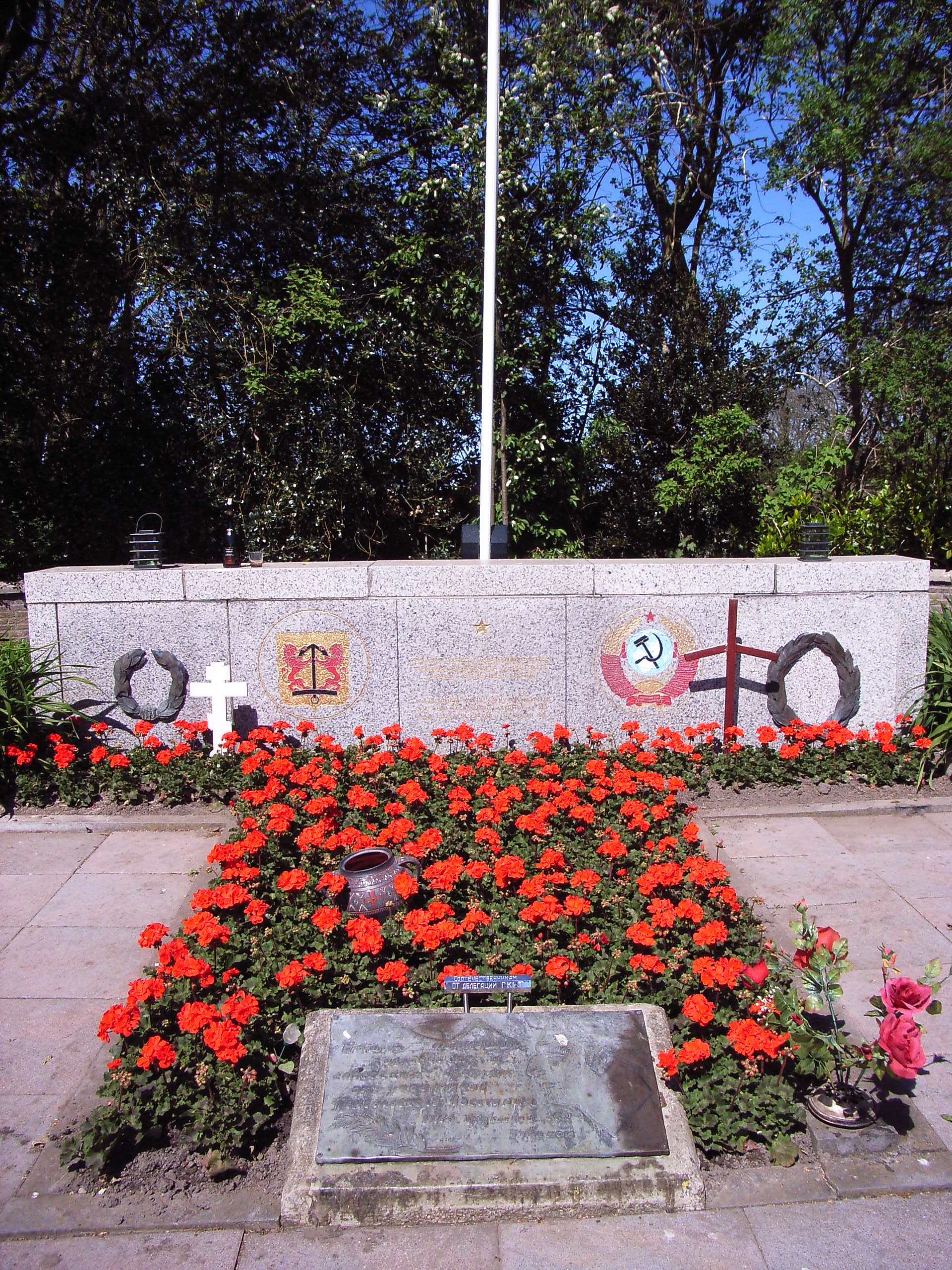
Grabmal am Hoge Berg

Die gefallenen Georgier liegen auf dem Friedhof Hogeberg bei Oudeschild auf Texel begraben. In einer auf diesem Friedhof jährlich stattfindenden Gedenkveranstaltung erinnern Georgier an ihre gefallenen Vorfahren und streuen georgische Erde auf den Gräbern aus.
Die überlebenden 228 Georgier wurden, wie die meisten georgischen Soldaten, entsprechend den Beschlüssen der Konferenz von Jalta gewaltsam in die Sowjetunion zurückgeführt. Viele von ihnen wurden für Jahre in sowjetische Arbeitslager verbracht, nur wenige durften direkt in ihre Heimat zurück. Eine Rehabilitierung der letzten Überlebenden fand erst 1956 im Zuge der Entstalinisierung statt.
Die meisten getöteten deutschen Soldaten wurden auf einem Teil des allgemeinen Friedhofs in Den Burg begraben. 1949 fanden sie ihre letzte Ruhestätte auf dem Soldatenfriedhof Ysselsteyn in Venray (Limburg). Auch die getöteten Angehörigen alliierter Flugstaffeln liegen auf dem Gemeindefriedhof in Den Burg begraben.
Eine ständige Ausstellung über die Ereignisse befindet sich im Luftfahrtmuseum auf dem Flughafen Texel.

## Filmische Verarbeitungen
- Sondermeldung Texel: Opstand der Georgiërs, Dokumentarfilm von Dick van Reeuwijk, NOS, 1979, 115 min.[3]
- Die Nacht der Georgier – Erinnerung an ein vergessenes Massaker, 45-minütiger Dokumentarfilm von Volker Dittrich, SFB, 2002
- Der niederländisch-belgisch-georgische Spielfilm De vliegenierster van Kazbek (engl. The Aviatrix of Kazbek) von 2010 integriert Elemente des Aufstands in seine fiktive Handlung (Drehbuch: Arthur Japin und Ineke Smits, Regie: Ineke Smits)
- De Russenoorlog, Dokumentarfilm von Arnold van Bruggen, 2009, 60 min. (in niederländischer und georgischer Sprache, mit niederländischen, englischen und deutschen Untertiteln). In diesem Film berichten vor allem Zeitzeugen über das Geschehen.[4]